# Rosa Guttenberg
Rosa (von) Guttenberg (* 17. Juni 1878 in Triest; † 10. Mai 1959 in Graz) war eine österreichische Malerin und Restauratorin.

## Leben
Rosa Guttenberg war das älteste von drei Kindern des steiermärkischen Landesforstinspektors Hermann von Guttenberg (1833–1922) und dessen Ehefrau Ludmilla von Guttenberg, geb. Plachetka (1846–1943). Zu ihren Geschwistern gehörte der Botaniker Hermann von Guttenberg, welcher mit der Bildhauerin Hertha von Guttenberg verheiratet war. 
1893 zog Rosa Guttenberg nach Graz. Dort besuchte sie die Malschule von Constantin Damianos. Danach studierte sie an der Münchner Damenakademie, wo Angelo Jank und Adolf Höfer zu ihren Lehrern gehörten. Zudem führten ihre Studien sie nach Paris, wo sie die Académie Julian bei Lucien Simon besuchte und von Jacques-Émile Blanche unterrichtet wurde.
Nach dem Studium kehrte Guttenberg nach Graz zurück. Dort lebte sie lange mit ihrer Mutter zusammen und übernahm mit zunehmendem Alter auch deren Pflege. Sie war als freischaffende Künstlerin tätig und stellte ihre Werke regelmäßig in Graz aus, unter anderem bei der Steirischen Kunstschau 1921 im Landesmuseum Joanneum. Sie war Mitglied der Vereinigung Bildender Künstler Steiermarks (ab 1909) und der Kameradschaft steirischer Künstler und Kunstfreunde in Graz, deren Ausstellungen sie jeweils beschickte. 1926 wurde sie für ihr Ölgemälde Bildnis meiner Mutter mit der Silbernen Medaille der Stadt Graz ausgezeichnet.
Ab 1921 arbeitete Guttenberg neben der Malerei auch als Restauratorin mit eigenem Atelier an der Steiermärkischen Gemälde-Restaurieranstalt bei Friedrich Richter-Binnenthal. Bis zu ihrem Tod wohnte sie in Graz (Lessingstr. 8). Sie starb 1959 im Alter von 80 Jahren.

## Werk
Rosa Guttenberg schuf Porträts, (teilweise genrehafte) Landschaftsbilder, Stillleben, Figürliches und Akte. Dabei malte sie vorwiegend in Öl, nach dem Zweiten Weltkrieg häufig auch in Tempera aufgrund der Materialknappheit. Sie arbeitete mit lockerer Pinselführung im Stil des Realismus, wobei sich Einflüsse des französischen Impressionismus zeigen wie eine aufgehellte Palette und Ähnlichkeiten in der Komposition. Ein Beispiel dafür ist ihr Ölgemälde Mädchen in weißem Sommerkleid (ca. 1910, Neue Galerie Graz), das an Claude Monets Frau mit Sonnenschirm (1886) erinnert.
Werke (Auswahl)
- Selbstporträt im Atelier, Öl auf Leinwand, 44 × 37 cm
- Weiblicher Akt, ca. 1900, Öl auf Leinwand, 77 × 56 cm
- Aktstudie, ca. 1900, Öl auf Leinwand, 77 × 56 cm
- Rosen, ca. 1900, Öl auf Leinwand, 37 × 47 cm
- Mädchen in weißem Sommerkleid, ca. 1910, Öl auf Leinwand, 60,5 × 43 cm, Neue Galerie Graz
- Bildnis meiner Mutter, 1926 Jahresausstellung Genossenschaft Bildender Künstler Steiermarks, Silberne Medaille der Stadt Graz
- Südsteirisches Hügelland, 1930er Jahre, Öl auf Leinwand, 66,3 × 53,3 cm, Neue Galerie Graz
- Blühender Baum, ca. 1930, Öl auf Leinwand, 33 × 49 cm
- Im Park, ca. 1930, Öl auf Leinwand, 31 × 35 cm
- Paulustor im Winter, 1932, Öl auf Leinwand, 53 × 42 cm
- Selbstporträt, 1935/1940, Öl auf Leinwand, 41 × 33 cm, Neue Galerie Graz

## Ausstellungen (Auswahl)
- 1899, 1906–1907: Steiermärkischer Kunstverein, Graz
- 1905–1910, 1912–1913, 1916–1921 (Künstlerhaus Wien), 1925–1935, 1937, 1945: Vereinigung/Genossenschaft Bildender Künstler Steiermarks, Graz
- 1921: Steirische Kunstschau, Landesmuseum Joanneum, Graz
- 1925: Steirische Kunstschau, Grazer Herbstmesse, Graz
- 1928: Steirische Jubiläumskunstschau, Industriehalle, Graz
- 1939: Große steirische Kunstausstellung: Land und Leute, Landesmuseum Joanneum, Graz
- 1941, 1944: Kameradschaft steirischer Künstler und Kunstfreunde, Graz
- 2020: Ladies first! Künstlerinnen in und aus der Steiermark 1850–1950, Neue Galerie Graz